# Bungong (Pirak Timu)
Bungong is een bestuurslaag in het regentschap Aceh Utara van de provincie Atjeh, Indonesië. Bungong telt 249 inwoners (volkstelling 2010).